# Märkischer Ruderverein

Flagge des MR

Der Märkische Ruderverein e. V. (MR) wurde am 31. Oktober 1901 in Berlin vom Redakteur und Schriftsteller Richard Nordhausen zur Förderung der Wanderruderei gegründet.
Der MR ist einer der Vereine, die das Rudern in Brandenburg maßgeblich geprägt und zu einem Volkssport gemacht haben. Er ist Mitglied im Landesruderverband Berlin (LRV Berlin) und im Deutschen Ruderverband (DRV).

## Geschichte
Zur Zeit der Gründung des Märkischen Rudervereins existierten erst wenige Rudervereine, sie betrieben ausschließlich Rennrudern. Auch galt die Ruderei als ein ebenso exklusiver wie teurer Sport.
Grundgedanke bei der Gründung des MR war, neben den bereits bestehenden Vereinen nicht einen gleichartigen ins Leben zu rufen, sondern vielmehr mit dem Wanderrudern eine neuartige Sportbewegung auf breiter Grundlage für die Allgemeinheit zu schaffen. Den Breitensport zu fördern bedeutete nicht nur einen für die damaligen Verhältnisse moderaten Beitrag, sondern auch den Zugang für alle Bevölkerungsgruppen. So zählten auch Frauen zu den Mitgliedern. Aus der Unterstützung des Jugend- und Frauenruderns ging 1908 eine eigene Mädchenabteilung hervor. Sie musste allerdings im Zuge des Beitritts des MR zum Deutschen Ruderverband in einen eigenständigen Verein umgewandelt werden.
Im Rahmen der Förderung des Wanderruderns wurden zu der damaligen Zeit ungewöhnliche Bootstypen angeschafft, Doppelachter und Doppelvierer. Der Gig-Doppelvierer gilt dabei heute als das typische Wanderruderboot. Die beim Wanderrudern üblichen Wanderfahrten führten Vereinsmitglieder auf viele der norddeutschen Flüsse bis hin zur deutschen und dänischen Ostseeküste. Im Jahre 1906 erreichte ein Mitglied die Jahres-Kilometerleistung von 6.037 km.
Nach der Machtübernahme der Nationalsozialisten veränderte sich die Vereinslandschaft in Deutschland drastisch, somit waren das Frauen- und Jugendrudern nicht mehr unabhängig von den Machtstrukturen des Dritten Reiches möglich. Mit dem Ende des Zweiten Weltkrieges und dem Verlust aller Boote und Bootshäuser kam das Vereinsleben vollständig zum Erliegen.
Die Neugründung erfolgte im Jahre 1952 auf dem im Westteil Berlins erhaltengebliebenen Grundstück. Den Maximen der Gründungsväter treu wurde schon 1964 ein Doppelachter angeschafft, es war der erste, der nach dem Zweiten Weltkrieg in Berlin gebaut wurde. Mit dem sich ändernden Freizeitverhalten führten nun die Wanderfahrten nicht nur in die nähere Umgebung, sondern auch auf die anderen Kontinente; als Ziele wären hier Südamerika, Kanada, Hongkong und Island zu nennen.
Heute engagiert sich der MR im nationalen und internationalen Wanderrudern als Mitausrichter der Wanderrudertreffen (WRT) des Deutschen Ruderverbandes, so im Jahre 2005 mit dem 40. WRT und im Jahre 2008 mit dem 43. WRT.

## Vereine
Die wechselvolle Geschichte des Märkischen Rudervereins, der am 31. Oktober 1901 gegründet wurde, ist mit einigen weiteren Vereinen eng verknüpft. Der erste, der hier genannt werden muss, ist der Berliner Ruderverein „Frigga“, der 1908 bzw. 1909 als Mädchen- und Damen-Abteilung im MR entstand und 1913 als Konsequenz des Beitritts des Märkischen Rudervereins zum Deutschen Ruderverband selbstständig werden musste. Zweiter in dieser Reihe ist der Berliner Ruderverein „Jung Frithjof“, der die Jugend-Abteilung des MR darstellte, aber ab 1914 ebenfalls als eigenständiger Verein geführt wurde. Alle drei Vereine residierten im selben Bootshaus, verfügten zum Teil über eigene Boote und waren im Übrigen unter dem Dach der Arbeitsgemeinschaft Märkischer Adler zusammengefasst. Die An- und Abrudertermine wurden gemeinsam gestaltet, und auch die Feste wurden zum Teil gemeinsam organisiert. Ende der 1930er Jahre wurden „Frigga“ und „Jung Frithjof“ wieder mit dem Märkischen Ruderverein verschmolzen.
Die Zeit nach dem Zweiten Weltkrieg begann offiziell am 9. Februar 1952 mit der Neugründung des MR, zunächst unter dem Namen Märkischer Adler-Wassersportverein, und unter der Flagge der ehemaligen „Frigga“, nach der Rückbenennung in „Märkischer Ruderverein e. V.“ wird dann auch wieder die alte Flagge des Märkischen Rudervereins geführt. Das bis jetzt letzte Kapitel in diesem Zusammenhang schrieb der Märkische Ruderverein zusammen mit dem Ruder Club Kirschner, beide Vereine fusionierten am 1. März 1977.

## Bootshäuser

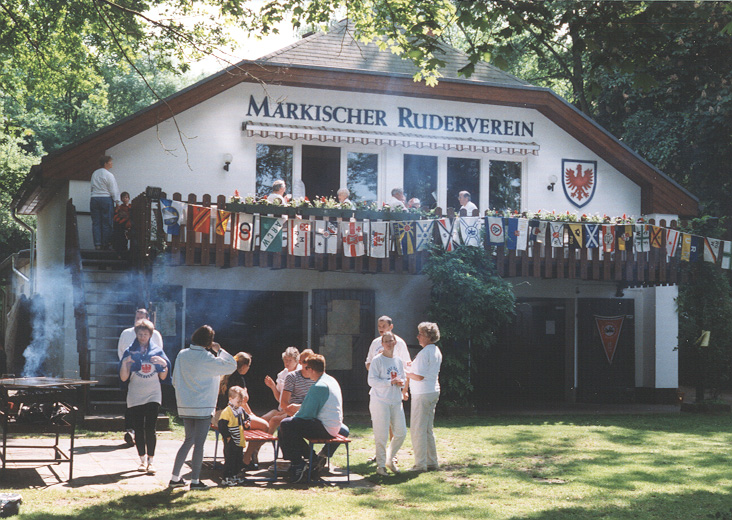
Bootshaus des MR

Das Bootshaus des Märkischen Rudervereins befindet sich am linken Ufer der Havel, Untere Havel-Wasserstraße km 3,5, am Pichelssee auf der Halbinsel Pichelswerder, im Ortsteil Wilhelmstadt des Berliner Bezirks Spandau.
Das erste Bootshaus der Märkischen Rudervereins entstand, damals noch vor den Toren Berlins, auf der Halbinsel Stralau an der Rummelsburger Bucht. Um das Wanderrudern in der weiteren Umgebung von Berlin zu fördern, entstand schon im Jahre 1903 das erste Zweigbootshaus auf der Halbinsel Pichelswerder. In den weiteren Jahren entstanden verschiedene Bootshäuser südöstlich von Königs Wusterhausen in Kablow, Zernsdorf und Neue Mühle. Westlich von Berlin entstand eine weitere Dependance in Werder (Havel). Im Laufe der Jahre reichte das Stammbootshaus für den Ruderbetrieb nicht mehr aus, so dass es nach dem Ersten Weltkrieg nach Baumschulenweg in den Berliner Bezirk Treptow verlegt wurde. Im Zweiten Weltkrieg gingen alle Bootshäuser mit ihren Booten verloren. Nach dem Zweiten Weltkrieg war nur noch das Grundstück in Spandau nutzbar, hierher wurde dann der Sitz des MR verlegt.

## „Der Märker“
Der Märker ist der Titel der offiziellen Vereinszeitschrift des MR. Die Vereinszeitschrift entsteht in Eigenregie der Mitglieder und gibt einen Überblick über das Vereinsleben, sie erscheint quartalsweise.